# Arxiu Joan Maragall
L'Arxiu Joan Maragall és un centre de documentació i una casa museu ubicat al carrer d'Alfons XII, 79 de Barcelona, la darrera residència del poeta. Depèn de la Biblioteca de Catalunya com a secció de reserva i reuneix un important fons sobre la seva figura i l'obra, així com del conjunt del Modernisme.

## Història i descripció
Segons les dades del Registre de la Propietat, el 1854 Jaume Isern i Gener comprà la finca a Rosa Hostal, vídua de Vilarós. Anys més tard, Isern la va vendre a Josep Gassó i Martí, que el 1881 va fer reformar la façana, segons el projecte del mestre d'obres Ramon Soriano.
El 1899, el poeta Joan Maragall va comprar la finca per 50.000 pessetes i s'hi va instal·lar amb la seva família. Originalment, era un edifici a quatre vents, compost per una planta baixa, dos pisos, sostremort i terrat, i estava envoltat per un jardí en forma d'«U». L'entrada principal era per la part posterior i s'hi accedia per una reixa que donava al jardí. La façana principal, que donava al carrer d'Alfons XII, estava dividida en dues parts. La planta baixa, amb tres obertures, era la zona més senzilla i sòbria a nivell decoratiu. Així, ressaltaven els dos pisos superiors, dividit en tres cossos simètrics. La zona central destacava gràcies a unes pilastres estriades que acabaven amb uns capitells corintis i que agafaven els dos pisos superiors. Els balcons de ferro forjat d'aquest cos central eren de dimensions més grans que els dels cossos laterals, i estava rematat per un frontó, accentuant-ne la monumentalitat. El 1955, el seu fill Joan Antoni Maragall i Noble va demanar permís per a ampliar l'edifici pels costats i remuntar-hi dos pisos. D'aquesta manera, es va perdre l'accés al jardí des del carrer, i s'eliminà el frontó del coronament.
L'any 1911, poc després de la mort del poeta, i per iniciativa de la seva vídua Clara Noble, que va impulsar la primera edició de la seva obra completa i va recopilar el seu llegat documental, es va constituir l'Arxiu Maragall. El 1984, bo i seguint les disposicions del testament de la vídua del poeta, la família va cedir la propietat a la Generalitat, fins que el 1993, el centre es va institucionalitzar i es va adscriure a la Biblioteca de Catalunya. Actualment està habilitat com a casa-museu, i s'hi conserven algunes estances (rebedor, saló noble, menjador, despatx i dos dormitoris) tal com eren a principis del segle xx, amb quadres de la col·lecció (obra d'artistes com Santiago Rusiñol, Ramon Casas, Joaquim Sunyer, Joaquim Mir, Josep Clarà, Manolo Hugué o els germans Josep i Joan Llimona), així com fotografies i retrats de figures, ciutats i espais, etc. El mobiliari és d'un marcat estil isabelí i alfonsí, amb alguna peça modernista.
El jardí té uns 500 m², i hi ha un exemplar de Cocculus Iaurifoliius, un til·ler de grans dimensions i una olivera, a més de pollancres, xiprers i buguenvíl·lees.

## Fons[1]
- Manuscrits: disposa d'una completa col·lecció d'obra manuscrita autògrafa del poeta, entre la qual destaca l'epistolari de més d'un miler de documents enviats i rebuts, un centenar de manuscrits d'obra literària original, una quarantena de traduccions fetes pel mateix autor, agendes i llibretes d'ús personal. Bona part dels originals es troben digitalitzats i disponibles al web.
- Biblioteca personal del poeta: d'un miler d'exemplars, molts d'ells dedicats, conté obres de caràcter únic i singular.
- Edicions: també disposa de les primeres edicions de totes les obres de Joan Maragall i les posteriors fins a l'actualitat.
- Biblioteca crítica: completa el fons documental del centre una extensa biblioteca crítica de diferents autors sobre l'obra de Maragall, les partitures originals i impreses de més de cent músics sobre poemes de l'autor, la col·lecció iconogràfica (dibuixos, gravats, fotografies, quadres, etc.) i uns 10.000 retalls de premsa.

## Publicacions
L'arxiu publica anualment la revista acadèmica Haidé. Estudis maragallians, editada per la Biblioteca de Catalunya, que té com a objectiu afavorir l'estudi del poeta Joan Maragall i el seu temps. Té una periodicitat anual i surt en format electrònic de lliure accés. Cada número té al voltant de 200 pàgines, i la majoria dels articles són en català, però també se'n poden trobar en altres llengües científiques.
El primer exemplar va sortir l'any 2011, durant la celebració de l'Any Maragall, que commemorà el primer centenari de la mort del poeta. Els impulsors del projecte van ser Dolça Tormo i Francesco Ardolino, amb la col·laboració d'Eugènia Serra en el pla informàtic i el suport de Dolors Lamarca, aleshores directora de la Biblioteca de Catalunya, que donaren forma al número 0 de la revista, encara sense una estructura definida. A partir del número 1, Haidé ja presenta un patró clar, i es caracteritza per un dossier central, format per un seguit de contribucions que giren al voltant d'un eix temàtic monogràfic. L'any 2013 es va convocar el Primer Premi Haidé per al millor treball de grau sobre la vida i l'obra de Joan Maragall, i l'estudi guanyador es va incorporar com a annex al número 2 de la revista.
Hi han passat diversos membres i col·laboradors. Els directors han estat Francesco Ardolino, Dolça Tormo (fins al 2013) i Esther Vilar (2014-). El consell de Redacció està format Gemma Bartolí (2022−), Jordi Castellanos i Vila (fins al 2012), Joana Escobedo i Abraham, Marta Font (2014-2022), Francesc Fontbona, Meritxell Matas (2024−), Maria Planellas (2019−), Lluís Quintana, Eugènia Serra, Dolça Tormo (2014-2019) i Esther Vilar (fins al 2014). Al comitè científic hi ha Cèsar Calmell, Glòria Casals, Carme Gregori, Giuseppe Grilli, Maria Llombart, Mònica Güell, Jordi Malé, Joan-Lluís Marfany (2012−), Carles Miralles (fins al 2015), Ignasi Moreta, Cèlia Nadal, Josep-Maria Terricabras i Eliseu Trenc. Entre els col·laboradors hi ha Nancy de Benedetto, Anna M. Blasco Bardas, Hermann Bonnín, Jordi Cerdà, Nicolae Coman, Mercedes Conde Pons, Ramon Farrés, Sergio Fuentes, Jaume Genís, Eloi Grasset, Heidi Grünewald, Lourdes Jiménez, Xavier Juncosa, Jing Liu, Xavier Montoliu, Marta Pawłowska, Carme Perella, Carla Planas, Ronald Puppo, Aitor Quiney, Susanna Rafart, Gemma Reguant, Teresa-M. Sala, Josep Miquel Sobrer, Enzo Varricchio i Alan Yates.